# Panorama mòbil

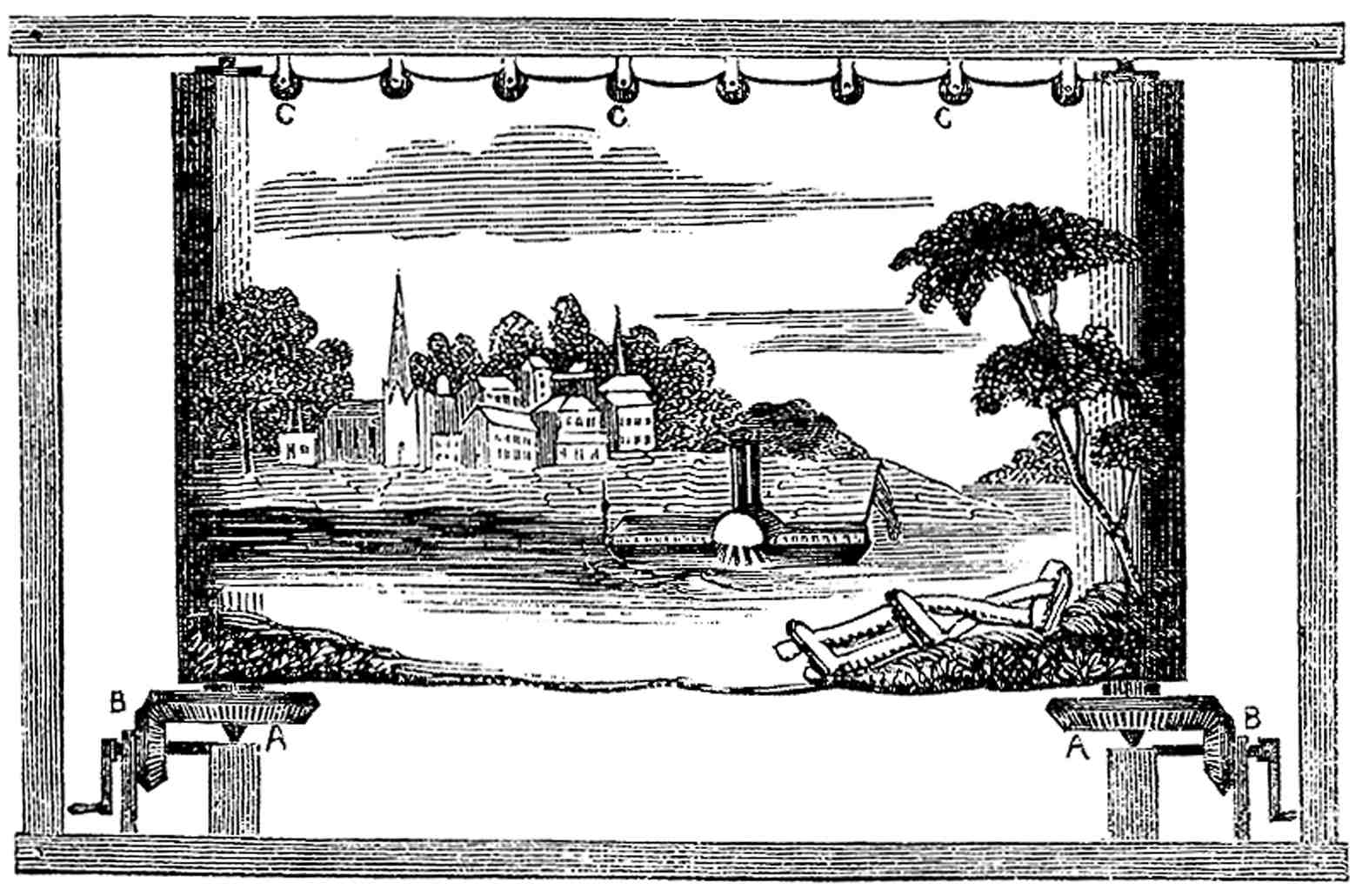
1848 il·lustració d'un panorama mòbil dissenyat per John Banvard.

El panorama mòbil era un parent, més en concepte que en disseny, de pintura panoràmica, però provat per ser més durador i entretingut que el seu corresponent fix i immens. A mitjans del segle xix, el panorama mòbil era una de les opcions més populars de diversió al món, amb centenars de panorames constantment presentats als Estats Units, el Regne Unit i molts altres països europeus. Els panorames mòbils eren sovint observats en publicacions melodramàtiques. Es va convertir en un nou element visual per al teatre i va ajudar a incorporar una qualitat representativa més realista. No només va ser un efecte especial en aquesta etapa, sinó que també va constituir un predecessor del mitjà d'entreteniment cinematogràfic.
El terme "panorama" deriva de les expressions gregues “per veure” i “tot”. Robert Barker, un pintor d'escenes irlandès, va encunyar el terme amb el seu primer panorama d'Edimburg, mostrat en un edifici del Leicester Square en 1791. Aquesta atracció era extremadament popular entre les classes mitjanes i més baixes per la capacitat d'oferir la "il·lusió de transportar-se" a l'espectador a una ubicació completament diferent que, possiblement, mai havien vist.
Les pintures panoràmiques van produir un increment de la demanda a Europa i Amèrica a mitjans del segle xix, per aquesta raó, aquestes pintures enormes que van començar a ser mostrades en llocs no especialitzats, com ara sales comunitàries o esglésies, finalment, es van presentar a teatres que van permetre evolucionar les pintures a panorames mòbils. Els panorames mòbils funcionaven fent girar o desenrotllant una escena de tela pintada contínua al voltant de dues gran bobines que es fixaven darrere del teló. El llenç solia enrotllar-se darrere d'un objecte o peça fixa a l'escenari com una barca, un cavall o un vehicle, amb l'afany de crear la il·lusió de moviment a través de l'espai. L'immens "rodet" era amarrat darrere de l'audiència, amagat darrere d'un  prosceni que impedia que el públic veiés el mecanisme. Robert Fulton va obtenir a França una patent del panorama en 1799, acreditat per la seva labor ajudant a crear el mecanisme de funcionament del panorama mòbil, combinant, així, la tecnologia de la Revolució Industrial amb l'art a fi d'obtenir un benefici.
Tot i això, aquestes pintures no van ser panorames en la seva veritable forma.
A diferència de la pintura panoràmica, el panorama mòbil gairebé sempre va tenir un narrador que descrivia les escenes quan passaven i afegia comentaris a l'obra dels esdeveniments que ell havia viscut. Un dels narradors més reeixits va ser John Banvard, en què el seu panorama del riu Mississipi va obtenir tal èxit internacional que gràcies als beneficis adquirits, va aconseguir una de les majors fortunes de l'època. A Gran Bretanya, Moisés Gompertz va visitar diverses províncies en les quals va presentar gran varietat de panorames des de la dècada de 1850 fins a la de 1880.
Aquests panorames mòbils van ser acceptats a Nova York, on va encantar el gènere melodramàtic de les pintures, les quals van usar tecnologies modernes. William Dunlap, primer historiador de teatre d'Amèrica, entre altres coses, va ser encarregat en 1827 pel Bowery Theatre de Nova York per escriure, una mica a contracor, Un Viatge al Niàgara, una comèdia social satírica, específicament per una ja existent pintura d'un viatge amb vaixell de vapor pel riu Hudson cap a les Cataractes del Niàgara. La producció va ser extremadament popular, donat l'espectacular escenari mòbil.
El concepte d'art cinematogràfic és una evolució directa del concepte d'un panorama mòbil. El primer ús del desplaçament del fons al cinema va ser una hipotètica projecció. Aquesta tècnica, per exemple, es va utilitzar mentre es gravava els actors en un cotxe estàtic, en què es projectava al fons unes imatges en moviment per donar la sensació de desplaçament del vehicle. Avui dia, disposem d'una tecnologia digital molt més realista capaç de crear aquesta il·lusió de moviment. Moltes de les projeccions en moviment que podem veure avui als cinemes i teatres, han evolucionat a partir d'aquest concepte de panorama en moviment del segle xix.

## Temes populars
Els panorames mòbils (o de vegades diorames mòbils) sovint recreaven cerimònies magnífiques. A Filadèlfia al 1811, es va presentar una obra de tela pintada de gairebé 400 metres que es desenrotllava per mostrar la Processó Federal de 1788 i l'acte de coronació de George IV a Londres va ser plasmat com un "Gran Panorama Històric Rotatiu" (en anglès, Grand Historical Peristrephic Panorama) pels germans Marshall.
Els viatges i paisatges exòtics també eren temes populars, concretament llocs de la Índia, Nova Zelanda i les regions Àrtiques. En relació als temes populars d'Amèrica, es pintava sobre viatges als grans rius com el del Mississipi de Banvard o el del Niàgara de Dunlap i sobre la gran ciutat de Nova York.
Un narrador explicava les escenes que es mostraven davant dels espectadors mentre es tocaven peces de música, normalment al piano. Als Estats Units, els panorames mòbils es van popularitzar a partir de la dècada de 1850, en què es van presentar gairebé totes les nits obres i espectacles. 
El panorama dels rius Hudson i James de Peter Grano, pintat en oli i aquarel·la, va estar exhibit a la Sala de San Francisco al 1853. Aquest treball va cobrir prop de 3 mil metres de tela.

## Panorames mòbils "supervivents"

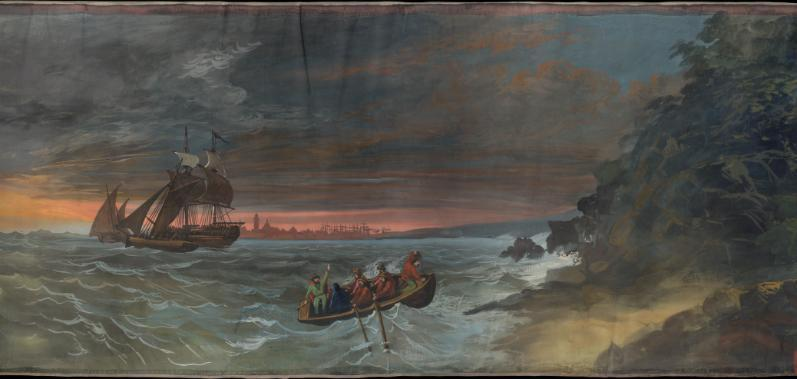
Escena 25 del Garibaldi Panorama, Universitat de Brown.

Pocs són els panorames mòbils que ens han arribat actualment, ja que hi ha assumptes de conservació que han impossibilitat el seu mostrat en format original. El més notable panorama mòbil que es conserva als Estats Units és el Gran Panorama Mòbil del Progrés del Pelegrí de Tom Hardiman, el qual va ser trobat emmagatzemat a l'Institut de York, ara el Museu Saco. Es descobrí amb l'objectiu d'incorporar dissenys per part dels pintors principals d'aquella època, incloent Jaspi Francis Cropsey, Frederic Edwin Church i Henry Courtney Selous. Un altre panorama significatiu, "Viatge Ballenero al voltant del Món" de Russell i Purrington, es troba exposant-se durant la seva conservació a la col·lecció del Nou Museu Balener de Bedford. El Mormon Panorama de C.C.A. Christensen es localitza i conserva al Museu Universitari d'Art de Brigham.
Un altre panorama mòbil va ser donat al 2005 a la col·lecció militar d'Anne S.K.Brown a la Biblioteca Universitària Brown. Aquest panorama, pintat en Nottingham, Anglaterra prop del 1860 per John James Story, descriu la vida i carrera del gran patriota italià Giuseppe Garibaldi (1807–1882). El panorama va ser pintat per tots dos costats i amb aquarel·les, les mesures de les quals són aproximadament de 43 metres de llarg. Nombroses batalles i altres esdeveniments dramàtics durant la seva vida estan descrits a través de 42 escenes, a més, el manuscrit original de la narració perviu. Una secció del Panorama Mòbil de Texas i Califòrnia (1851-1852), titulat "Saló Independent a Washington-on-the-Brazos" és una exhibició al  Museu Bullock d'Història Estatal de Texas a Austin, Texas. Aquest panorama va ser comissionat per Levi Sala i pintat per Charles L. Smith. El panorama va fer el seu debut públic a l'Amfiteatre de Dan Rice en Charles Street, Nova Orleans al maig de 1852. Charles L.Smith va pintar les escenes basades en els dibuixos i croquis proporcionats per James G. Benton, que il·lustren episodis de la revolució de Texas de 1835-1836 i de les missions de Sant Antonio.

## Antecedent del panorama mòbil a Barcelona
Es coneix que a Barcelona al segle xix existien unes tires de paper que s'enrotllaven i desenrotllaven amb la finalitat de reproduir processons i altres actes. Tot i que no és exactament el mateix, aquest artefacte recorda els panorames giratoris.

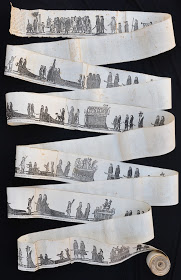
Tira feta per franges de papers de rengles de gravats ordenats amb la finalitat de reproduir la processó.

El 1807, amb ocasió del trasllat de les relíquies d'una capella de la parròquia del Pi es va organitzar una processó molt espectacular. Per a aquesta acte, es va activar ràpidament la venda de souvenirs; un d'ells foren uns gravats de gran qualitat que reproduïen la processó en papers de rengles. En aquells temps, l'estamperia popular xilogràfica era un entreteniment a l'abast de totes les butxaques. Els nens retallaven per franges aquests papers on hi havia els gravats i les unien per ordre amb la finalitat de jugar a veure la processó. Es basava en enrotllar i desenrotllar el rodet obtingut que podia tenir fins a una vintena de metres. Se n'han arribat a trobar de fins a quaranta metres de llargada, i no sobrepassaven els vuit centímetres d'alçada. D'aquesta manera, es pot parlar d'un objecte de precinema, ja que els espectadors veien desfilar tota la processó fixant la vista només en un punt concret. En aquesta ocasió es desconeix qui ho va imprimir perquè no hi ha enlloc cap referència escrita.
Els grans esdeveniments ciutadans, entrades reials i processons, que es convertien en autèntiques festes efímeres, protagonitzaren aquests impresos. Per exemple, se'n va fer un tiratge per a commemorar la visita de Ferran VII a la ciutat el 1827 o per a la visita durant la Setmana Santa de 1828 amb xilografies per estampar al bac. Era una versió popular de les edicions més solemnes –les famoses màscares reials- que s'imprimiren de maneres més luxoses amb gravats calcogràfics o litogràfics. Els impresos de processó, a diferència dels fets expressament per a les visites reials, eren més de repertori que per a intentar reproduir fidelment el que havia passat. Per això, s'aprofitaven les fustes i s'hi veien clarament diferències d'alçada i proporcions entre els diversos personatges. En qualsevol cas, no hi havia gaires més alternatives lúdiques de caràcter popular.
Aquests materials es produïen a Barcelona i no se n'han trobat en cap altra ciutat, per la qual cosa han de ser considerats com unes peces pròpies de la devoció barcelonina.